# Pecorino sardo

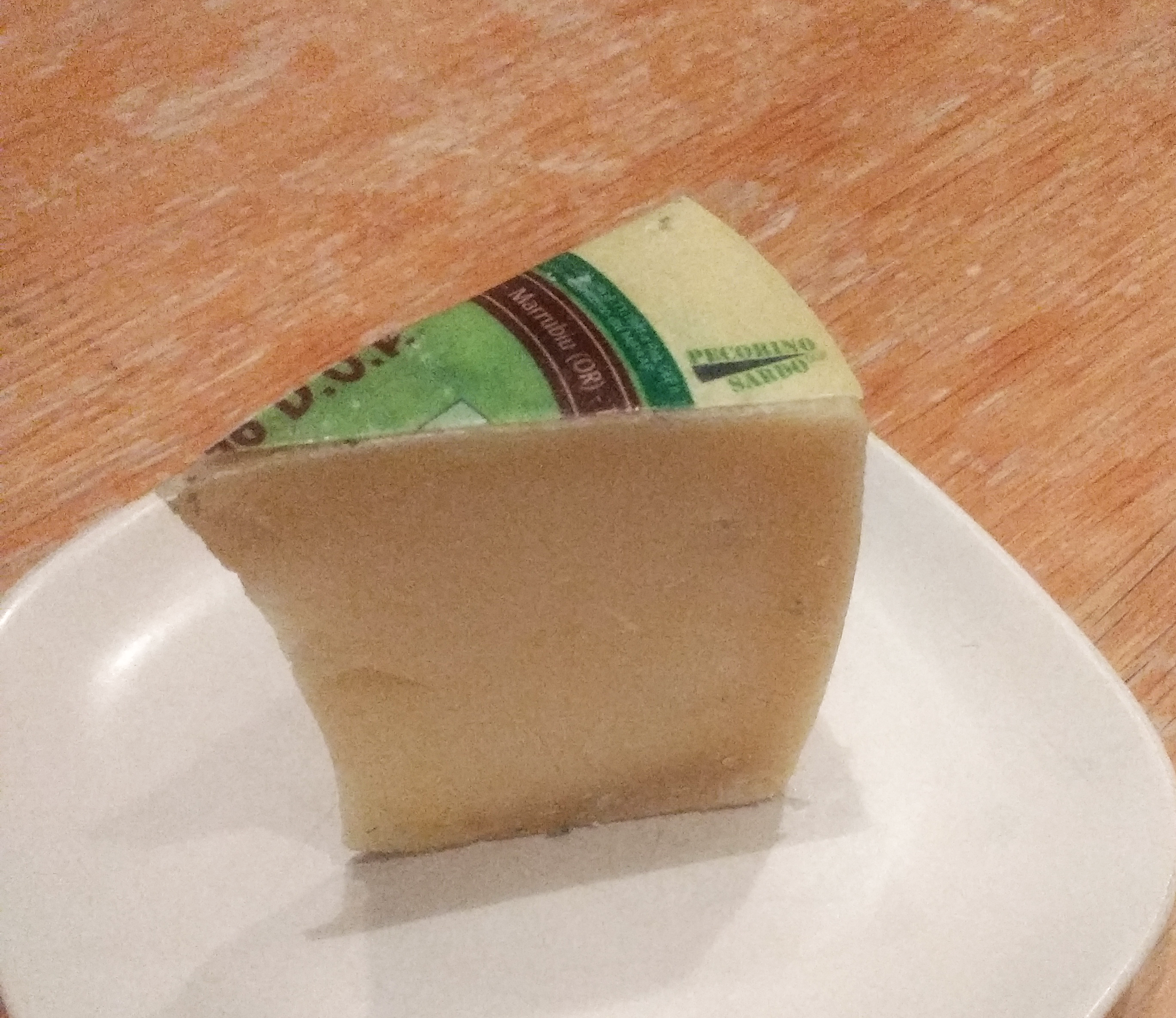
Queso pecorino
sardo.

Pecorino sardo es un queso de leche de oveja firme, que proviene de Cerdeña, en Italia. Es un queso con denominación de origen (DOP). Su sabor es diferente al de su primo, más famoso, el pecorino romano. El pecorino sardo es delicioso en aplicaciones en las que el romano (más  salado)sería demasiado dominante, como en un pesto o con fruta.

## Características
Pecorino sardo es un queso duro, no cocido, que se hace de leche entera de oveja fresca cuajada usando cuajo animal. La mezcla se vierte en moldes que darán al queso su forma característica. Después de un breve periodo en salmuera, los moldes se ahúman ligeramente y se dejan madurar en bodegas frescas en el centro de Cerdeña. El peso medio del producto acabado es de tres kilos y medio: a veces un poco más, a veces un poco menos, dependiendo de las condiciones de elaboración. La corteza varía del amarillo intenso al marrón oscuro, y encierra una pasta que varía del blanco al amarillo pajizo, la acidez del sabor depende del tiempo de maduración. En los Estados Unidos suele encontrarse como un queso duro, su forma más madura.

## Variantes
Pecorino sardo no es tan conocido fuera de Italia como el romano o el pecorino toscano, aunque gran parte del pecorino romano se hace en realidad en Cerdeña, dado que Cerdeña entra dentro del área de la DOP Pecorino Romano. Pecorino sardo puede elaborarse más para hacer Casu marzu.

## Denominación de origen
Desde 1996, el Pecorino sardo es una denominación de origen protegida (PDO) ante la Unión Europea. A nivel internacional, cuenta con registro como denominación de origen, conforme al Sistema de Lisboa, ante la Organización Mundial de la Propiedad Intelectual, desde el 23 de octubre de 2014.